# Jeanne Calment
Jeanne Louise Calment (francia kiejtése: /ʒan lwiz kalmɑ̃/; Arles, 1875. február 21. – Arles, 1997. augusztus 4.) egy francia nő, aki a történelem folyamán bizonyítottan a legtöbb évet élte a Földön; pontosan 122 év 164 napot (összesen 44 724 nap). Egész élete alatt a franciaországi Arles-ban élt, és túlélte a saját lányát, és unokáját is. Különös hírnévre tett szert 113 éves korától, amikor Vincent van Gogh halálának századik évfordulóján riporterek látogattak el Arles-ba. A Guinness Világrekordok könyvébe 1988-ban került be, és 1995. október 17-én ő lett – mindmáig – a valaha volt legidősebb ember, miután megelőzte (a mostanra vitatottá vált) japán Sigecsijó Izumit. Ő vált az egyedüli dokumentált élő emberré az 1870-es években születettek közül, amikor a japán Tane Ikai (született 1879-ben) elhunyt, 1995. július 12-én. Életét részletesen rögzítette egy tanulmány, így több bizonyíték van életkorára, mint bármely hasonló esetben.

## Életútja
Calment 1875-ben született Arles-ban. Édesapja, Nicolas hajóépítő volt, édesanyja, Marguerite pedig molnárcsaládból származott. Közeli hozzátartozói is rendkívül hosszú ideig éltek: idősebbik bátyja, François 97, édesapja 93, édesanyja 86 évig. Calment azt állította, találkozott életében Van Goghgal, aki nagybátyja boltjába jött festéket vásárolni 1888-ban. „Koszos, rosszul öltözött és ellenszenves” emberként emlékezett vissza rá. 1896-ban, 21 éves korában hozzáment másod-unokatestvéréhez (dédnagybátyja unokájához), a vagyonos üzlettulajdonos Fernand Calment-hoz. Gazdagsága lehetővé tette, hogy soha életében ne kelljen dolgoznia, munka helyett nyugodt életet élt, olyan hobbiknak élve, mint tenisz, kerékpározás, úszás, görkorcsolyázás, zongorázás és opera.
Férje 1942-ben halt meg 73 vagy 74 évesen, miután egy romlott meggyel töltött desszertet fogyasztott el. Egyetlen gyermekük, lányuk, Yvonne 1898-ban született, és 1926-ban hozta világra Calment unokáját, Frédéricet. Calment túlélte Yvonne-t, aki 36 évesen, 1934-ben halt meg tüdőgyulladásban. Frédéric orvos lett, de Calment őt is túlélte, mivel unokája 1963-ban motorbalesetben meghalt, szintén 36 éves korában.
1965-ben, 90 évesen, már leszármazottak nélkül aláírt egy szerződést, mely szerint korábbi lakását életjáradék fejében eladja André-François Raffray ügyvédnek. Az egyezség fejében az akkor 47 éves ügyvéd vállalta, hogy havonta 2500 frankot fizet Calmentnek, egészen az asszony élete végéig. Raffray végül több mint 50 millió forinttal megegyező összeget fizetett Calment-nak, ami a lakás értékének több mint kétszerese volt. Raffray 1995-ben, 77. életévében, rákban bekövetkezett halála után özvegye folytatta a törlesztést, míg Calment végül el nem hunyt.

## Egészsége és életmódja
Calment későbbi rekordját figyelemre méltó egészsége alapozta meg. 85 évesen kezdett el vívni, és 100 évesen még mindig tekerte kerékpárját. Állítólag sem kisportolt, sem egészségmániás nem volt. Egyedül élt egészen majdnem a 110. születésnapjáig, amikor úgy döntöttek, öregek otthonába kell költöztetni egy konyhai balesete után (már gondjai voltak a látásával), mert kisebb tüzet okozott tömblakásában. Ennek ellenére még mindig jó formában volt, és képes volt járni egészen addig, amíg egyszer el nem esett. Eltörte combcsontját 114 évesen és 11 hónaposan, ami műtétet igényelt. Operációja után kerekesszékbe kényszerült. 1994-ben mindössze 45 kilogrammot nyomott. Kevéssel 116. születésnapja előtt influenzás lett.
21 éves kora óta (1896) cigarettázott, bár egy meg nem erősített forrás szerint naponta két szálnál sohasem szívott el többet, ezt a szokását egészen 117 éves koráig, 5 évvel halála előttig megőrizte.
Magas életkorát és a mindenkori korához képest fiatalos külsejét az olívaolajnak tulajdonította. Mint mondta, minden ételére azt öntött, és bőrére is azt kente. Hosszú életét továbbá a vörösbornak is köszönte, valamint annak a megközelítőleg egy kiló csokoládénak is, amit hetente megevett.

### Fordítás
- Ez a szócikk részben vagy egészben  a   Jeanne Calment című angol Wikipédia-szócikk fordításán alapul.  Az eredeti cikk szerkesztőit annak laptörténete sorolja fel. Ez a jelzés csupán a megfogalmazás eredetét és a szerzői jogokat jelzi, nem szolgál a cikkben szereplő információk forrásmegjelöléseként.